# Flowton
Flowton – wieś w Anglii, w hrabstwie Suffolk, w dystrykcie Mid Suffolk. Leży 9 km na zachód od miasta Ipswich i 103 km na północny wschód od Londynu. Miejscowość liczy 120 mieszkańców.